# 小出英益
小出 英益（こいで ふさえき）は、江戸時代前期の大名。但馬国出石藩7代藩主。官位は従五位下大和守。出石藩小出家6代。

## 略歴
6代藩主小出英安の長男として誕生。幼名は鶴松。
元禄4年12月26日（1692年）に父が死去したため、翌年3月11日に家督を継いだ。しかし元禄5年（1692年）10月10日に26歳で死去した。死後、家督は養嗣子の英長が継いだ。法号は浮岳紹貞集雲院。墓所は東京都港区南麻布の天真寺。

## 系譜
- 父：小出英安（1637-1692）
- 母：内藤頼長の娘
- 正室：安藤重博の娘
- 継室：立花鑑虎の娘
- 養子
  - 男子：小出英長（1665-1695） - 小出英信の次男